# Skënder Gjinushi
Skënder Gjinushi (24 de desembre de 1949 a Vlorë, Albània) és un polític d'Albània. El 1973 es graduà en matemàtiques per la Universitat de Tirana. Les seves recerques en matemàtiques són conegudes arreu del món.
Actualment és el cap del Partit Socialdemòcrata d'Albània amb el qual ha estat diputat des del 1992. L'any 1987 fou ministre d'educació i el 2005 portaveu del parlament.